# صندلی تخم‌مرغ اوالیا
صندلی تخم‌مرغ اوالیا (به انگلیسی: Ovalia Egg Chair) توسط طراح صنعتی اهل دانمارک هنریک تور-لارسن طراحی شد و اولین بار در سال ۱۹۶۸ میلادی به نمایش درآمد. شبیه صندلی توپ اثر ارو آرنیو است، اما تناسبات باریک‌تری دارد. این صندلی در فیلم‌های مردان سیاه‌پوش و مردان سیاه‌پوش ۲ نمایش داده شد.